# Haemodorum
Haemodorum là một chi thực vật có hoa trong họ Haemodoraceae. Nó được mô tả lần đầu tiên năm 1798. Chi này là bản địa New Guinea và Australia. Loài điển hình của chi là Haemodorum corymbosum Vahl, 1805.

## Các loài[4]
- Haemodorum austroqueenslandicum Domin
- Haemodorum brevicaule F.Muell.
- Haemodorum brevisepalum Benth.
- Haemodorum coccineum R.Br.
- Haemodorum corymbosum Vahl
- Haemodorum discolor T.D.Macfarl.
- Haemodorum distichophyllum Hook.
- Haemodorum ensifolium F.Muell.
- Haemodorum gracile T.D.Macfarl.
- Haemodorum laxum R.Br.
- Haemodorum loratum T.D.Macfarl.
- Haemodorum paniculatum Lindl.
- Haemodorum parviflorum Benth.
- Haemodorum planifolium R.Br.
- Haemodorum simplex Lindl.
- Haemodorum simulans F.Muell.
- Haemodorum sparsiflorum F.Muell.
- Haemodorum spicatum R.Br.
- Haemodorum tenuifolium A.Cunn. ex Benth.
- Haemodorum venosum T.D.Macfarl.